# الجاوي (تريم)

تعديل مصدري - تعديل

الجاوي هي إحدى قرى عزلة تريم بمديرية تريم التابعة لمحافظة حضرموت، بلغ تعداد سكانها 165 نسمة حسب تعداد اليمن لعام 2004.